# BSNウェーブ
株式会社BSNウェーブは、不動産、建築物管理、ラジオ・テレビ番組制作などを手掛けるBSNメディアホールディングスの全額出資による企業である。

## 歴史
1962年（昭和37年）、新潟放送興業株式会社（にいがたほうそうこうぎょう）として創業。新潟放送の支社・支局ビルの一部をテナントフロアとして賃貸するなど、当初は不動産や施設管理が主な業務だった。1973年（昭和48年）には新潟大学病院（現在の新潟大学医歯学総合病院）の隣接地に自走式立体駐車場の「BSN学校町駐車場」を開業した。
1986年（昭和61年）にはBSN音楽配給を、1990年（平成2年）にはBSN丸誠を吸収合併し、BSNグループ内の関連業務が順次集約され、2013年（平成25年）4月1日、新潟映像技術を吸収合併するとともに、商号を現在の株式会社BSNウェーブに変更した。

## 主な事業
- 不動産業務
- 保険代理店業務
- 音楽関連業務
- 建築物総合管理業務
- ラジオ・テレビ番組制作